# کن-لین
کن-لین (به انگلیسی: Can-linn) گروه موسیقی ایرلندی است.
آن ها در یوروویژن ۲۰۱۴ همراه با کاسی اسمیت نماینده ایرلند بودند.